# Enfant terrible
Enfant terrible ("criança terrível") é um termo francês para designar uma criança que é famosa por dizer coisas embaraçosas aos adultos, em especial aos pais. O Webster's Dictionary também define um enfant terrible como uma pessoa que geralmente tem sucesso e que é fortemente não ortodoxo, inovador ou de vanguarda.

## Origem do termo
O temo foi cunhado por Thomas Jefferson para descrever Pierre Charles L'Enfant, arquiteto de Washington, um engenheiro militar francês hábil, idealista, e muito obstinado.

## Literatura
Na obra de Leo Tolstoy intitulada Anna Karenina (parte três, capítulo XVII), a Princessa Betsy Tverskaya utiliza a frase para descrever Liza Merkalova e Anna Karenina no contexto de discutir suas ações como esposas infiéis.
Les Enfants Terribles (1929) é também um romance clássico da literatura francesa escrito por Jean Cocteau.